# Orde de Lāčplēsis

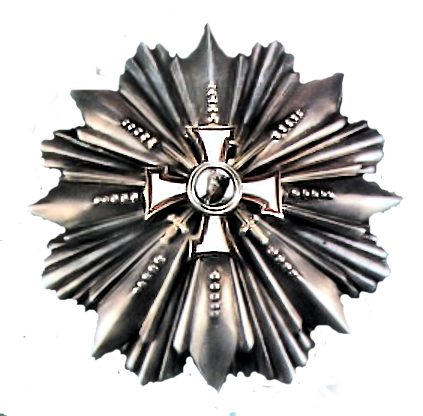
Insignia de Primera classe

L'Orde de Lāčplēsis (en letó: Lāčplēša Kara ordenis) és la primera i més alta condecoració militar de Letònia, es va crear el 1919 per iniciativa del Comandant de l'Exèrcit de Letònia, durant la Guerra de la Independència de Letònia, Jānis Balodis. L'Orde de Lāčplēsis adjudica tres tipus de classes de condecoracions. Inicialment, el titular de l'ordre havia de ser un destinatari de la tercera classe abans de ser promogut a una classe superior. Va ser nomenat en memòria de l'heroi èpic letó Lāčplēsis. Quan era jove, Lāčplēsis va matar un os amb les seves pròpies mans i, per tant, la condecoració és també coneguda com l'Orde del Bearslayer.

## Història
La primera cerimònia de lliurament va tenir lloc a la plaça de l'Esplanada a Riga l'11 de novembre de 1920, per part del president Jānis Čakste que va condecorar personalment als set comandants de més alt rang de l'Exèrcit de Letònia, el general Pēteris Radziņš, els coronels Mārtiņš Peniķis, Krišjānis Berkis, Jūlijs Jansons i Jānis Apinis i els tinents coronels Oskars Dankers i Jānis Puriņš.
Entre 1919 i 1928 la primera classe va ser atorgada a 11 persones. La segona classe a 61 persones -18 letons i 43 estrangers-. La tercera classe va ser concedida a 2073 persones -1600 soldats de l'exèrcit letó, 202 ex fusellers letons i 271 estrangers-. Entre els beneficiaris també es troben 136 estonians, 11 lituans, 47 alemanys, 15 russos, 9 polonesos, 4 jueus i 3 belarussos. Tres dones Valija Vesčūnas-Jansone, Lina Canka-Freidenfelde i Elza Ziglevica han estat titulars de la tercera classe de la decoració.
L'Orde Militar de Lāčplēsis també va ser atorgada a personatges estrangers, tant als soldats comuns com a generals d'alt rang i líders polítics. Entre ells es trobaven el comandant en cap de l'exèrcit estonià Johan Laidoner, el mariscal de Polònia Józef Piłsudski, comandant en cap de l'exèrcit polonès Edward Smigly-Rydz, el rei Víctor Manuel III d'Itàlia, el primer ministre Benito Mussolini, el rei Albert I de Bèlgica, i el mariscal francès Ferdinand Foch.
| Orde de Lāčplēsis Primera classe | Orde de Lāčplēsis Segona classe | Orde de Lāčplēsis Tercera classe |